# 1. Masarykův okruh 1930
První závod automobilů typu Grand Prix na novém Masarykově okruhu u Brna se uskutečnil v neděli 28. září 1930.

## Vznik okruhu
Na Pradědském okruhu byl IV. ročník v termínové listině naplánován na 9. červen 1929 jako mezinárodní závod na okruhu Praděd, avšak už se neuskutečnil. V oznámení uveřejněném již v lednu byl naznačen úmysl Československého automobilového klubu pro Moravu a Slezsko (ČAMS) vyhledat nový okruh náhradou za Pradědský okruh. Karel Fr. Štursa, tajemník ČAMS sdělil, že krajinově je Pradědský okruh bez konkurence, ale má i své slabé stránky. Především to je značná vzdálenost od větších měst a těžko překonatelná neochota k dalším podobným závodům majitele Karlovy Studánky (Řád německých rytířů). Nový okruh by měl zajistit větší návštěvu platících diváků, tím zlepšení financí a následně zvýšit peněžité ceny pro vítěze. To by pak úměrně zvýšilo zájem z ciziny jak diváků, tak továrních značek a jezdců. Také závody automobilů do vrchu ztrácely na své divácké přitažlivosti. Z podobných důvodů se populární závod Brno–Soběšice uskutečnil naposledy 23. června 1929.
Za účelem stavby nového okruhu byla ustanovena komise ČAMS, aby okruhový závod mohl být uskutečněn již v roce 1930. Okruh by měl být 25–30 km dlouhý, na dobrých a dosti širokých silnicích. Okruh měl mít stoupání a klesání, také dost zatáček a pokud možno málo osad. Komise byla složena z odborníků, což již samo o sobě dávalo naději, že vhodný okruh bude nalezen. Vhodný terén byl nalezen a okruh postaven za 5 měsíců nedaleko Brna. Tvořily jej státní silnice Ostrovačice – Veselka – Bosonohy – Nový Lískovec a okresní silnice Nový Lískovec – Pisárky – Kohoutovice – Žebětín – Ostrovačice. Výškový rozdíl byl 240 m, maximální stoupání 7 %, max. klesání 9,5 %. Podle svého donátora dostal název Masarykův okruh. Do příprav se zapojila jako členka organizačního výboru i Eliška Junková, která svým jménem pomohla pro závod získat tehdy význačné jezdce.

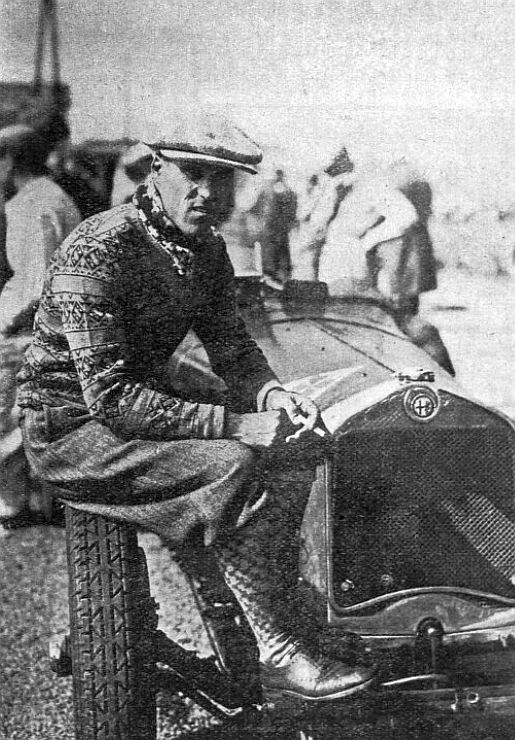
Tazio Nuvolari s Alfou Romeo P2-30 (Masarykův okruh 1930)

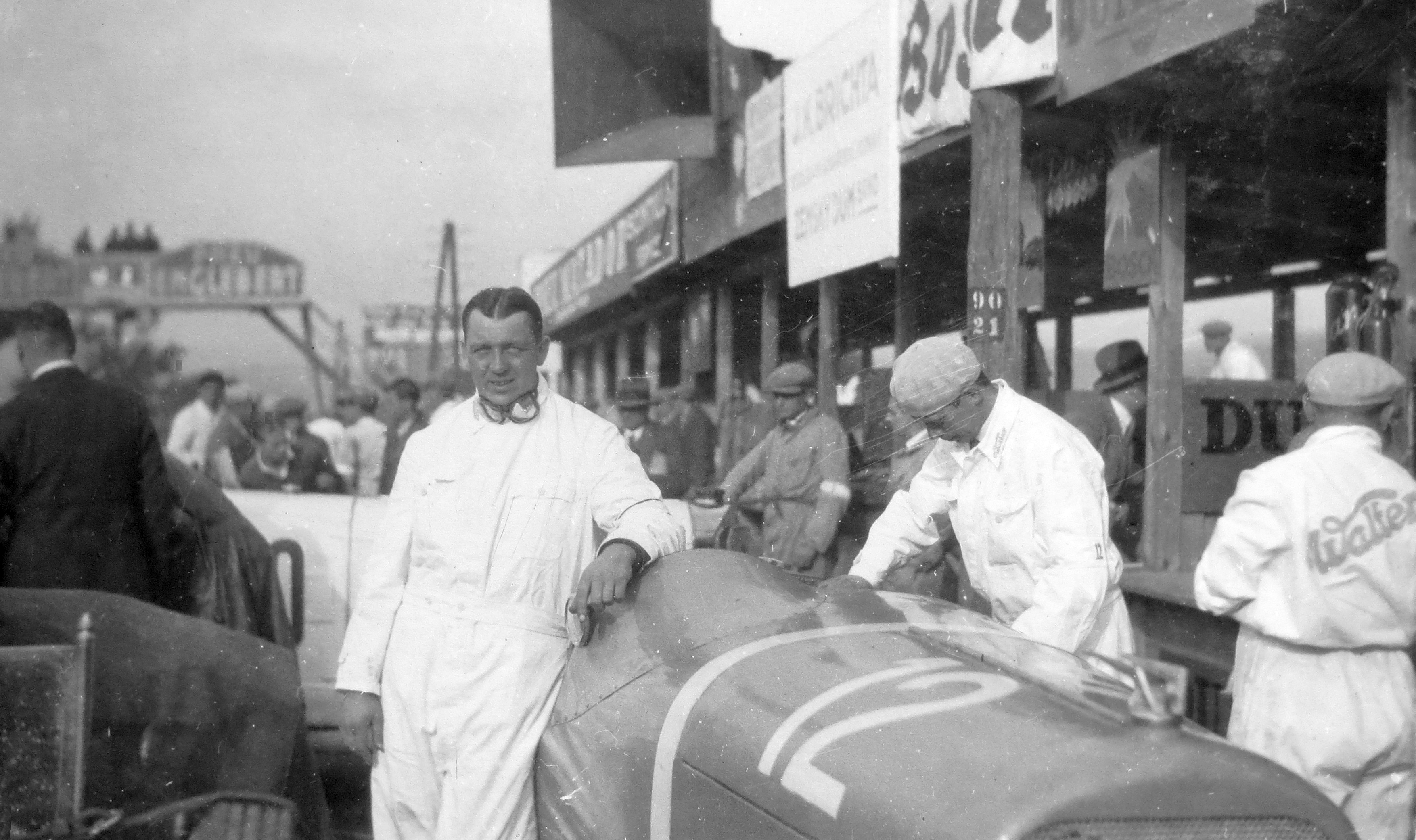
Jindřich Knapp, Walter Super 6B (Masarykův okruh Brno 1930)

Úvodní podnik na novém československém Masarykově okruhu o délce 29,142 km byl prvním velkým okruhovým závodem, který se kdy v Československu konal. Třicet mezinárodních přihlášek bylo rozděleno do dvou skupin, závodní vozy nad 1500 ccm a do 1500 ccm vč. třídy do 750 mm, které závodily současně.

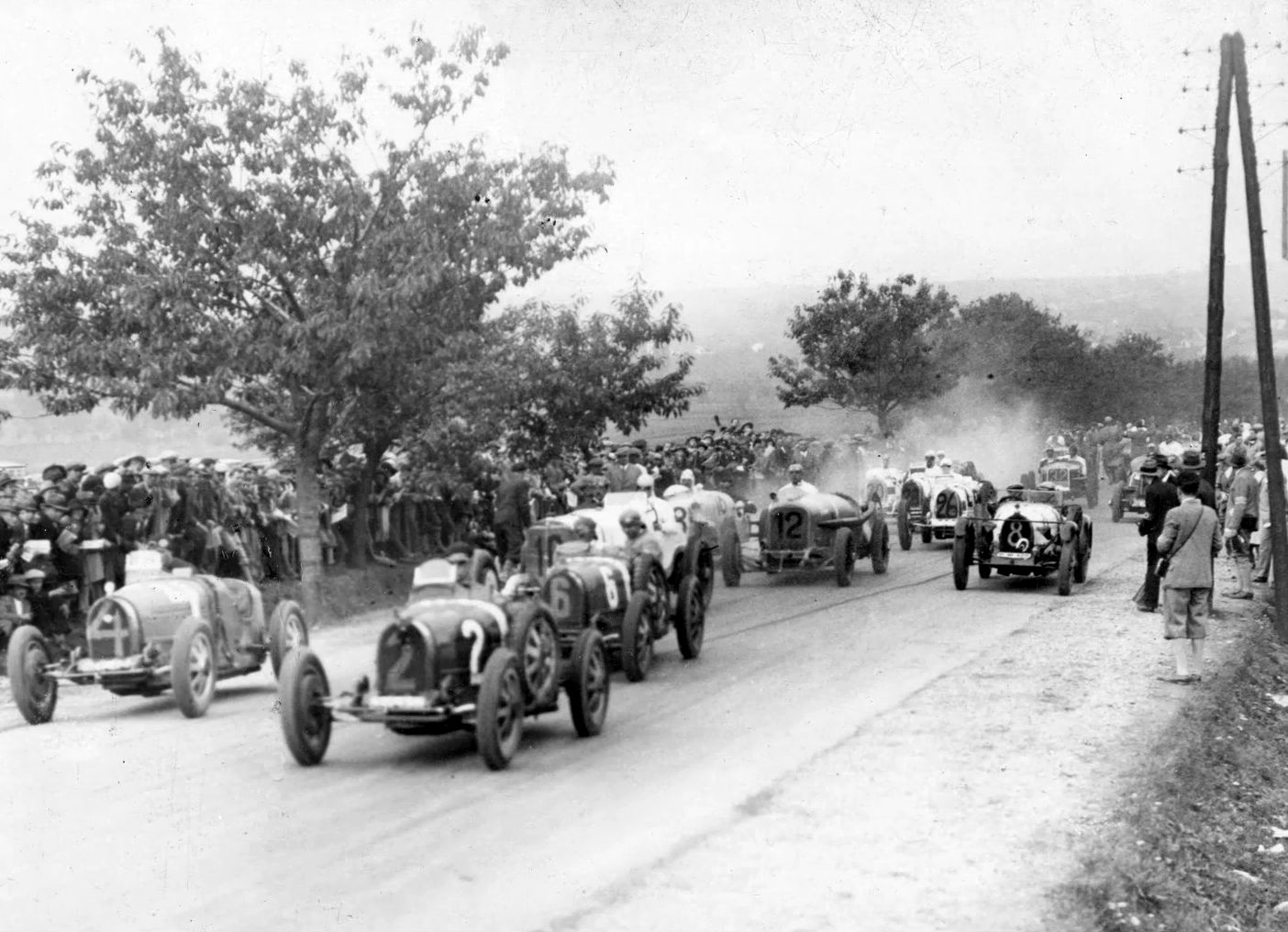
Start závodu na Masarykově okruhu Brno (1930). V popředí čeští jezdci: st. č. 2 Jiří Kristián Lobkowicz (Bugatti 35C), st. č. 4 Miloš Bondy (Bugatti 35B), st. č. 6 dr. Otakar Bittmann (Bugatti 35C), st. č. 8 Jan Kubíček (Bugatti 35B), st. č. 12 Jindřich Knapp (Walter Super 6B) a st. č. 18 Josef Veřmiřovský (Tatra 52) - částečně zakryt st. č. 10 (Rudolf Caracciola na Mercedesu SSK)

## Startující vozy a jezdci
Již červnu pořadatelský autoklub ČAMS oznámili, že oficiální závodní čísla (a tím i pořadí na startovním roštu) budou určena v pořadí obdržených přihlášek. Závodní třídy byly podle předpisů AIACR (nyní FIA) dle pravidel tzv. volné formule, která platila v letech 1928 až 1933: skupina A nad 1500 ccm a skupina B do 1500 ccm. Finální stav přihlášených čítal 19 velkých vozů skupiny A a 21 malých vozů. Doufalo se, že na závod dorazí všichni. Do samotného závodu odstartovalo však "jen" 14 vozů silnější skupiny a 16 vozů slabších. Dlouhý okruh obklopilo v den závodu odhadem 80 000 až 100 000 diváků. Přes tuto velmi dobrou návštěvu diváků první závod skončil prodělkem 250 000 Kč. Jednou z příčin byl malý počet prodaných vstupenek - jen 30629, většina přihlížejících diváků tedy unikla povinnosti platit vstupné.
Startovní pořadí silnější skupiny nad 1500
| St. č. | Jezdec                      | Stáj                                | Značka a typ vozu | Zdvihový objem (l) |
| ------ | --------------------------- | ----------------------------------- | ----------------- | ------------------ |
| 2      | "Hýta"                      | Jiří Kristián Lobkovicz             | Bugatti T35C      | 2,0 s kompresorem  |
| 4      | Miloš Bondy                 | Miloš Bondy                         | Bugatti T35B      | 2,3 s kompresorem  |
| 6      | Otakar Bittmann             | Dr. O. Bittmann                     | Bugatti T35C      | 2,0 s kompresorem  |
| 8      | Jan Kubiček                 | J. Kubiček                          | Bugatti T35B      | 2,3 s kompresorem  |
| 10     | Rudolf Caracciola           | Daimler-Benz AG                     | Mercedes-Benz SSK | 7,1 s kompresorem  |
| 12     | Jindřich Knapp              | Walter                              | Walter Super 6B   | 3,3                |
| 18     | Josef Veřmiřovský           | J. Veřmiřovský                      | Tatra 52          | 1,9                |
| 22     | Jiří Tachecí                | SA des Automobiles Imperia Exelsior | Impéria Sport     | 1,8                |
| 26     | Ernst Günther Burggaller    | Bugatti Deutschland                 | Bugatti T35B      | 2,3 s kompresorem  |
| 28     | Heinrich-Joachim von Morgen | Bugatti Deutschland                 | Bugatti T35B      | 2,3 s kompresorem  |
| 30     | Hermann zu Leiningen        | Bugatti Deutschland                 | Bugatti T35C      | 2,0 s kompresorem  |
| 32     | Tazio Nuvolari              | Scuderia Ferrari                    | Alfa Romeo P2-30  | 2,0 s kompresorem  |
| 34     | Baconin Borzacchini         | Scuderia Ferrari                    | Alfa Romeo P2-30  | 2,0 s kompresorem  |
| 36     | Willy Longueville           | W. Longueville                      | Bugatti T35B      | 2,3 s kompresorem  |

## Závod

### Závod silnější kategorie nad 1500
Počasí závodu příliš nepřálo. Ranní mlha sice ustoupila — místy dokonce proráželo slunce, přesto bylo povětšinou pod mrakem. Přesně v 10 hodin dopoledne se rozburácelo 14 motorů závodních strojů, které vyrazily hromadně od startu. Startovní rošt byl sestaven v pořadí dle došlých přihlášek. Z první řady jel Hýta a za ním Bondy, ale za okamžik je předjel Caracciola s gigantickým mercedesem SSK, který startoval ze 3. řady. Po třech minutách odstartovala druhá, slabší kategorie v počtu 15 strojů. Hromadný start poskytoval divákům strhující obraz. Vozy takřka se mihly, takže bylo i dosti nesnadno v prvním, překvapujícím okamžiku rozeznati jejich bílá výrazná čísla. Ohlušující hřmot umlkl a na tribuně pronášejí se úsudky o strojích, jezdcích, šancích na vítězství. Po čtvrthodině ticha, přerušovaného traťovým rozhlasem, hlásícího průjezdy vozů jednotlivými kilometry, zatáčkami a ostatními důležitými místy, objevuje se na mostě u časoměřičské budovy číslice deset a za okamžik mihne se kolem tribuny Caracciola. Za ním následují Morgen, Nuvolari, Borzachini, Leiningen, Burggaller, Hýta, Longueville, Bondy a Bittmann. Potom Knapp na Waltru, Veřmiřovský na Tatře, průjezdem Kubíčka a Tachecího (zástupce belgické automobilky Imperia), který se u startu zpozdil, končí defilé vozu první skupiny. Po 2. kole vedení udržuje Caracciola. Borzachini na Alfě Romeo však zvolnil a klesl ze 4. až na 11.místo. Za nimi následují ostatní. Ve 3. kole odstupuje Veřmiřovský na Tatře pro poruchu převodovky (zlomení řadicí páky). v 5. kole von Morgen předjel vedoucího Caracciolu, za nímž nyní jel Nuvolari. Postupně po 7. kole odpadl Caracciola pro prasklé ložisko, v 10. kole Bittmann pro požár vozu při tankování v depu, v 12. kole Knapp z 5. místa pro poruchu olejového potrubí, v 15. kole von Morgen pro poruchu motoru a v témže kole i Tachecí pro poruchu ventilátoru na chladiči. Von Morgen nespokojený s výkonem svého vozu přesedl do vozu zu Leiningena a Nuvolari do vozu Borzacchiniho. Propozice závodu tyto záměny povolovaly.
Do posledního 17. kola vjížděl na vedoucí pozici Nuvolari před von Morgenem o více než 4 minuty. Za nimi o další minutu jel Burggaller a o mnoho kol zaostávaly Bugatti Kubíčka, Bondyho a „Hýty”. Hýta dobrou pozici ztratil již v 5. kole pro poruchu zapalovací magnetky (prasklé kladívko odtrhovače). Ač ho porucha stála víc než hodinu času, pokračoval v závodu. V době, kdy závod na 17 kol oficiálně skončil, měl ujeto 14 kol a obsadil by v této kategorii 6. místo; pro malou ujetou vzdálenost nebyl klasifikován.
Po dramatickém závěru zvítězil Heinrich-Joachim von Morgen (Bugatti 35C) v čase 4:54:13 hod. v průměrné rychlosti 101,027 km/h, když v posledním kole předjel – do té doby vedoucího – Tazia Nuvolariho (Alfa Romeo P2). Ten s velkým zpožděním dojel jen jako třetí, protože v době, kdy byl očekáván u cíle jako jistý vítěz závodu, „visel“ na trati u Bosonoh s přehřátým motorem bez vody (9 km před cílem). Než se mu podařilo opatřit a doplnit vodu, předjeli ho von Morgen a Burggaller, který tak skončil na 2. místě. K zajímavosti I. ročníku ještě patří to, že von Morgen sice odstartoval na Bugatti 35B (st. č. 28), ale do cíle dojel na slabším Bugatti 35C Leiningena. Závod v časovém limitu dokončilo 5 vozů.

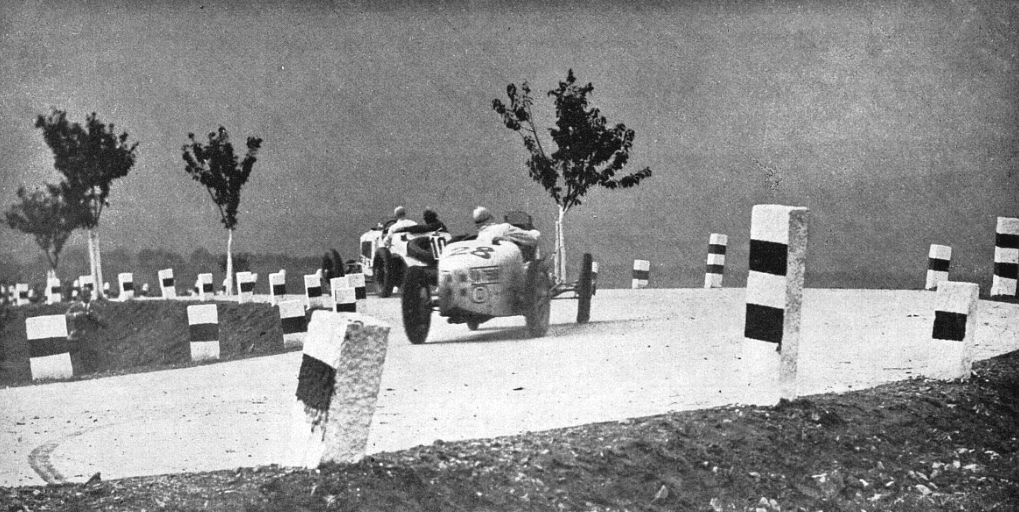
Masarykův okruh 1930, Von Morgen (st. č. 28) se snaží v ostrovačických serpentinách předjet Caracciolu (st. č. 10)

Putovní cenu prezidenta republiky pro mezinárodní automobilový závod na Masarykově okruhu u Brna, velký tepaný pohár zhotovila ze stříbra klenotnická firma D. Malý z Prahy. Rytiny dvou křišťálů jsou prací prof. Drahoňovského. Pohár získali Heinrich-Joachim von Morgen a Hermann zu Leiningen. S tím byla spojena i finanční odměna 80 000 Kč a zlatá plaketa ČAMS. Čestnou cenu vypsanou na paměť Čeňka Junka za nejlepší čas v 7. kole získal von Morgen (15:23,5 min) a čestnou putovní cenu Elišky Junkové za nejlepší výkon čs. jezdce získal Jan Kubíček. Jindřich Knapp obdržel Cenu ing. W. Proskowetze za nejrychlejší kolo (17:31,5 min ve 4.kole) dosažené čs. jezdcem na stroji čs. výroby. Pro Alfu Romeo P2-30 to byl poslední závod úspěšné kariéry (1924-30), když tento vůz zvítězil celkem v 15 Grand Prix včetně Targa Florio (1930). Sezónou 1930 se uzavřela i kariéra vozů Bugatti T35 a T37, když v následujícím roce v závodech Grand Prix je nahradily nové typ Bugatti Type 51 a Type 54.

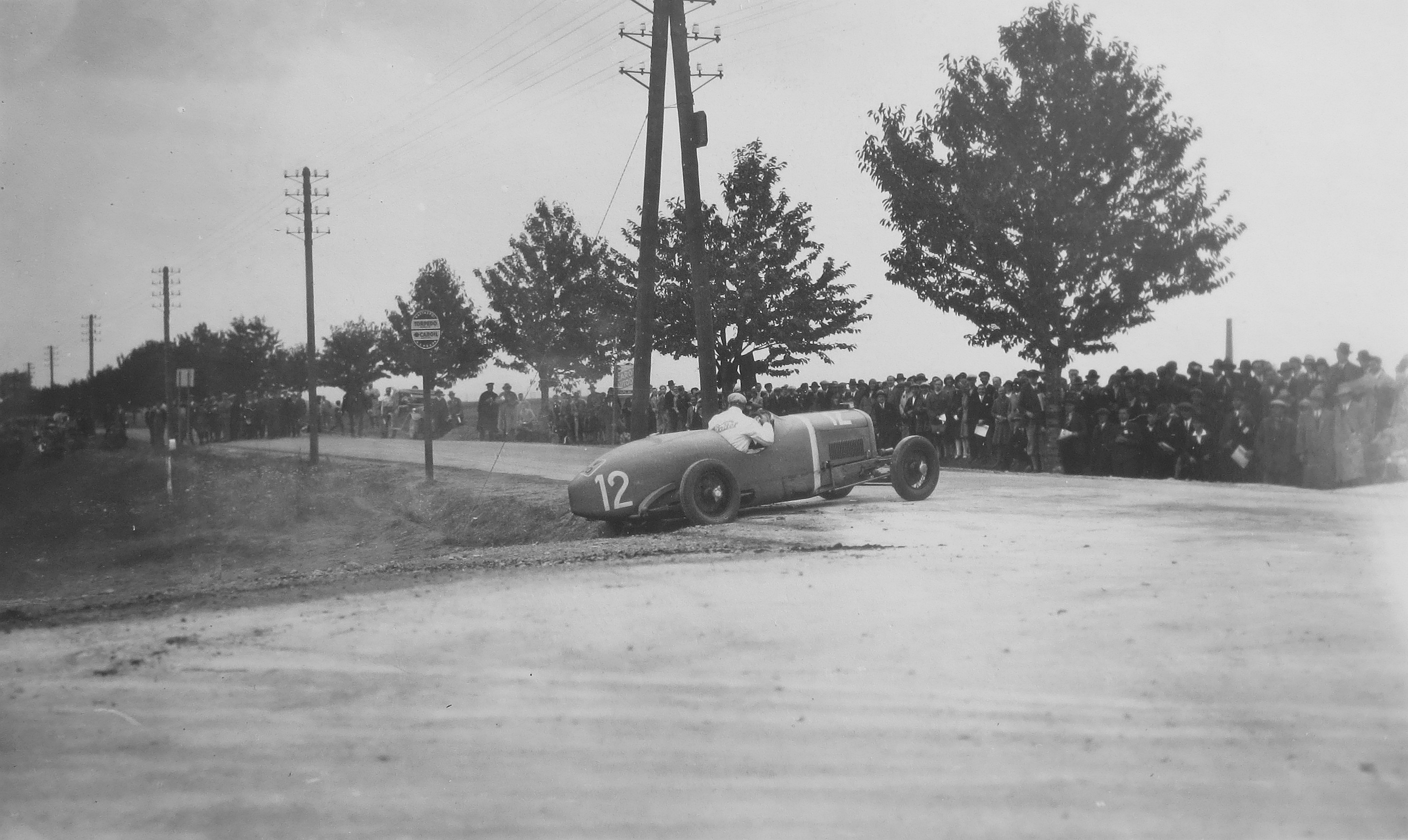
Jindřich Knapp po sjetí do příkopu, Walter Super 6B, Masarykův okruh 1930

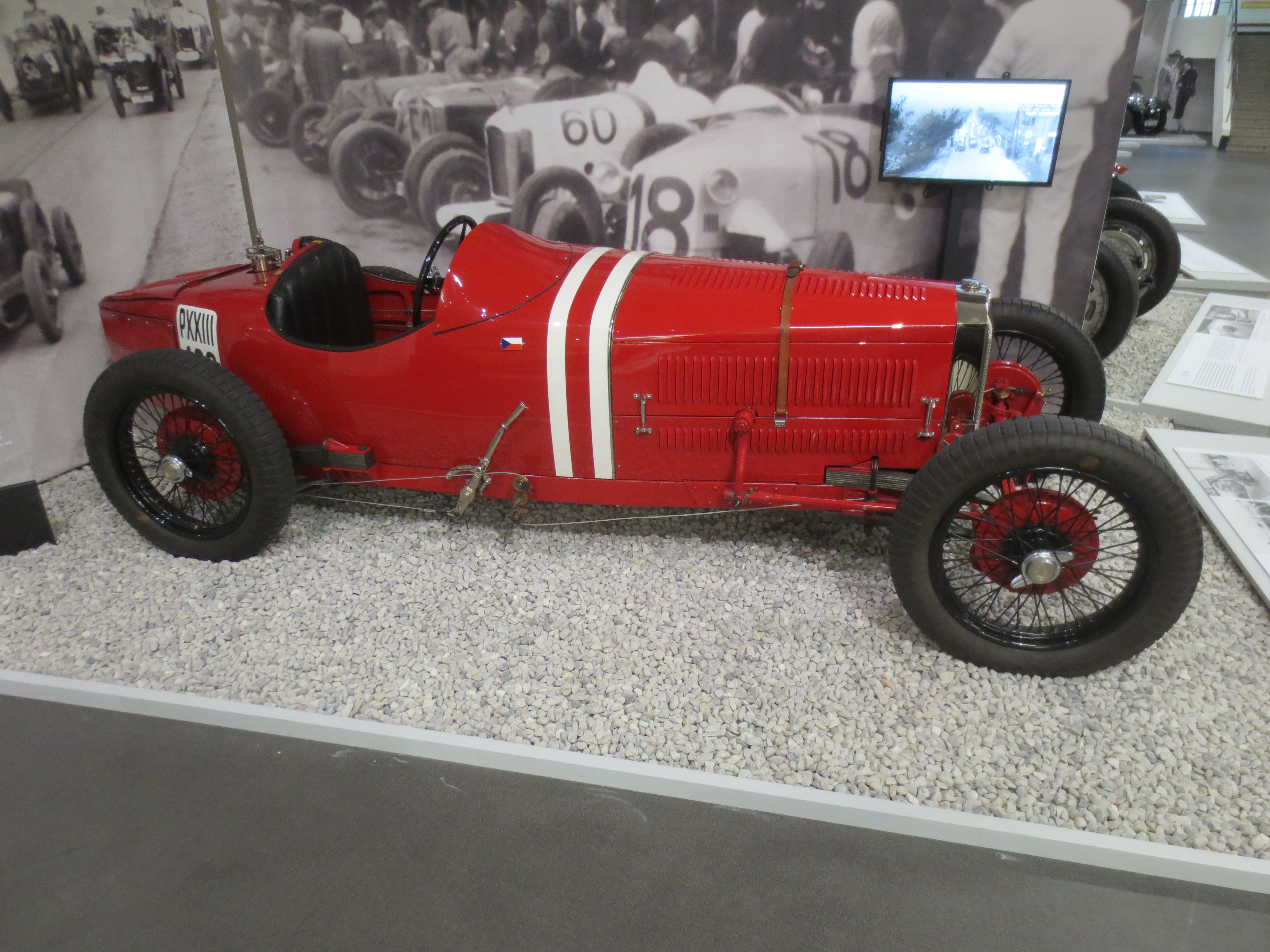
Zbrojovka Z-S30 (Z 2), na kterém Divíšek s Procházkou jeli v roce 1930 první závod na Masarykově okruhu

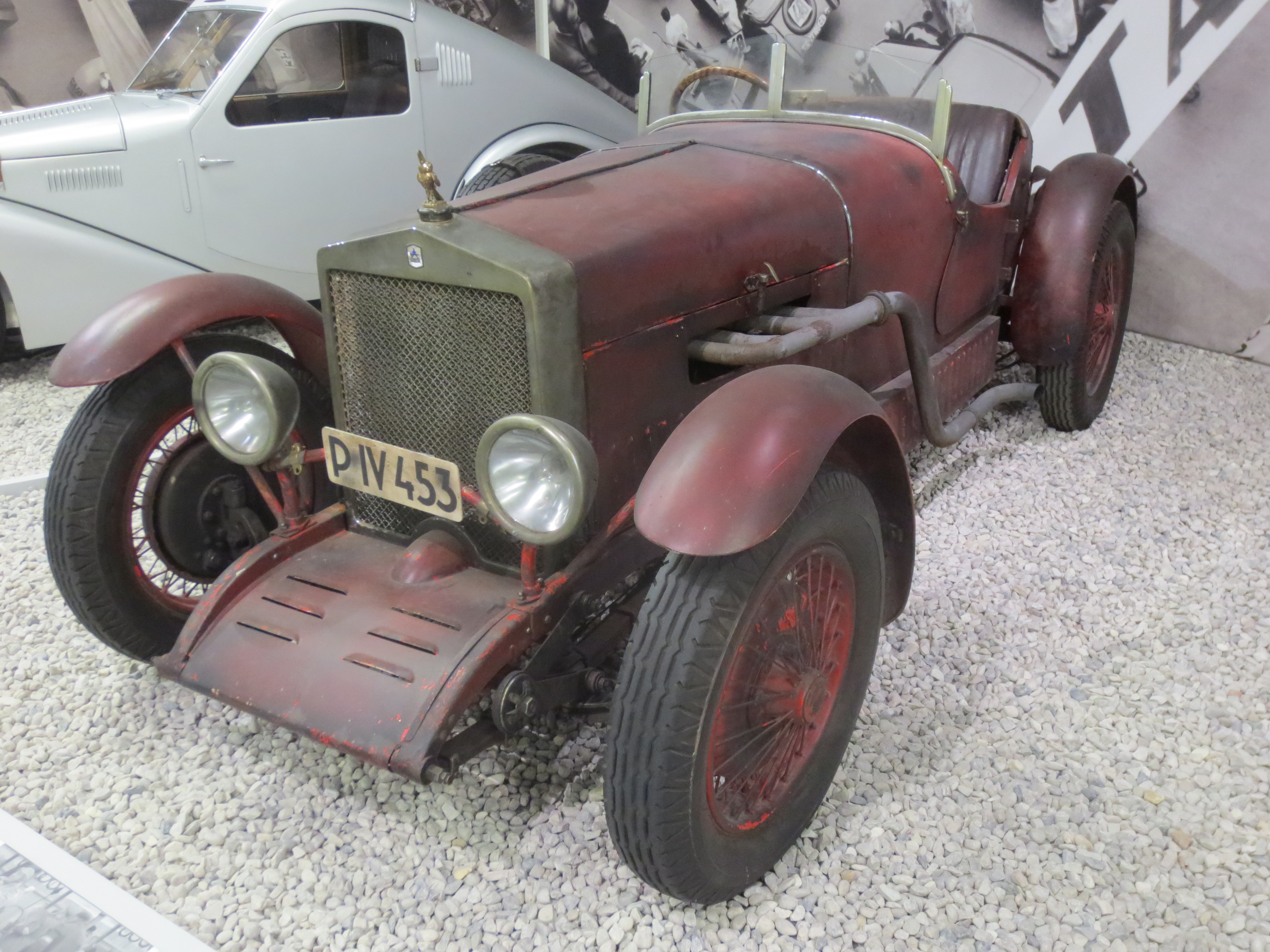
Typ Wikov 7/28 Sport, se kterým jel Szczyzycki v Brně

### Výsledky závodu nad 1500 ccm
| Pořadí | St. č. | Jezdec                       | Stáj                    | Značka a typ vozu      | Kola | Čas         | Ztráta         |
| ------ | ------ | ---------------------------- | ----------------------- | ---------------------- | ---- | ----------- | -------------- |
| 1.     | 30     | zu Leiningen / von Morgen    | Bugatti Deutschland     | Bugatti T35C           | 17   | 4:54:13,6 h |                |
| 2.     | 26     | Ernst Günther Burggaller     | Bugatti Deutschland     | Bugatti T35B           | 17   | 4:57:09,8 h | + 2:56,2 min   |
| 3.     | 34     | B. Borzacchini / T. Nuvolari | Scuderia Ferrari        | Alfa Romeo P2-30       | 17   | 5:26:13,9 h | + 32:00,3 min  |
| 4.     | 8      | Jan Kubíček                  | J. Kubíček              | Bugatti T35B           | 17   | 5:33:31,9 h | + 39:18,3 min  |
| 5.     | 4      | Miloš Bondy                  | M. Bondy                | Bugatti T35 B          | 17   | 5:38:57,3 h | + 44:43,7 min  |
| DNF    | 28     | von Morgen/Leiningen         | Bugatti Deutschland     | Bugatti T35B           | 15   |             | motor          |
| DNF    | 22     | Jiří Tachecí                 | J. Tachecí              | Imperia Sport 1795 ccm | 15   |             | ventilátor     |
| NC     | 2      | Hýta                         | Jiří Kristián Lobkowicz | Bugatti T35C           | 14   |             | neklasifikován |
| DNF    | 12     | Jindřich Knapp               | Walter                  | Walter Super 6B        | 11   |             | únik oleje     |
| DNF    | 6      | Otakar Bittmann              | O. Bittmann             | Bugatti T35C           | 9    |             | požár vozu     |

Poznámka
- NC... neklasifikovaní jezdci pro překročení časového limitu (max. 45 min za vítězem, pro slabší skupinu u vozů do 750 ccm byl tento časový limit velkoryse prodloužen o 60 minut, tzn. 105 min. celkem)
- DNF ... nedojeli do cíle

### Závod slabší kategorie do 1500
Tři minuty po startu silnější skupiny odstartovalo do svého závodu 16 malých vozů. Obě skupiny tedy závodily souběžně. Po třech kolech závodu vévodily 3 Bugatti T37A (Doré, Hardegg a Volkhart). Ve 4. kole v Kohoutovicích havaroval vedoucí Michel Doré (zajel nejrychlejší kolo skupiny 16:46,2 min = 104,3 km/h), když narazil do stromu. Zlomil si pánevní kost, žebra, utrpěl vnitřní zranění a pohmoždění levé nody. V brněnské nemocnici na Žlutém kopci si poležel až do listopadu. Za Hardegga a Volkharta postoupil na 3. místo po 6. kole Macher na DKW. Po 14. kole odstoupil z průběžného 2. místa Volkhart pro defekt motoru a na 3. místo v této skupině se za Hardegga a Machera dostali Procházka s Divíškem („Z“).
Čtyři vozy typu Wikov 7/28 startovaly ve slabší kategorii Voiturette (do 1500 cm³). S vozy startovali tovární jezdci Adolf Szczyzycki (st. č. 46) a Jaroslav Konečník (st. č. 44) a dále soukromí jezdci ing. Jiří Weinfurter z Prahy a Jiří Kreml z Bratislavy. Szczyzycki měl hned v druhém kole těžkou havárii v ostrovačických serpentinách. Dostal smyk a vyletěl s vozem z dráhy, srazil vysoký patník a zmizel pod náspem vice než 2 m vysokém. Diváci strnuli — vtom však již znovu se ozval motor a chladnokrevný Szczyzycki dostal vůz zpět na závodní dráhu. Pokračoval v jízdě až do 12. kola, kdy na následek havárie z 2. kola musel odstoupit. Ze 4 wikovů nebyl ani jeden klasifikován, byť Konečník a Kreml dojeli do cíle, ale až po časovém limitu.
Po časovém limitu dojeli i reprezentanti brněnské Zbrojovky E. Procházka a K. Divišek (st. č. 52) a nebyli tudíž klasifikováni. Do závodu vlastně byli přihlášeni Otto Lukáš a Arnošt (Ernst) Procházka se Zetkami Z-S30 resp. též označovaný jako Z 2 (dvoudobý dvouválec M8 se zdvihovým objemem 1,0 l a s kompresorem) a Karel Tunal Divíšek s typem Z 13 (1,5 l, 2x4 písty). Divíšek však v tréninku před závodem havaroval a vůz s motorem M15 poškodil. Byl potom "přidělen" jako rezervní jezdec pro Procházku v slabším voze Z-S30 s dvoutaktním čtyřválcem M8. Otto Lukáš také při tréninku havaroval v Pisárkách, a proto do závodu odstartoval jediný zbrojovácký automobil. Po vystřídání Procházky po 3. kole odjezdil zbytek závodu Karel Divíšek. K nebezpečné situaci došlo ve 12. kole, když ing. Frankl na BMW po vyjetí z trati couval zpět. Z poloviny silnici zatarasil, když se rychle blížil Divíšek na Zetce. Brněnský jezdec však neztratil duchapřítomnost a projel hladce kolem BMW po vnějším okraji dráhy. Po 12. kole jezdil Divíšek jako čtvrtý v pořadí. Posádka A. Procházka/T. Divíšek (st. č. 52) sice závod dokončila v čase 5:59:37,7 h (průměrná rychlost 82,5 km/h), ale nebyla klasifikována, protože závod dokončila po časovém limitu (do 45 minut po vítězi). Jinak by Procházka s Divíškem skončili v třídě Voiturette do 1,5 l na 3. místě. Nicméně se Divíšek stal prakticky prvním jezdcem s vozem československé výroby, který závod v Brně dokončil. 
Vítězem závodu se v čase 5:07:42,8 h stal rakouský hrabě Maximilian zu Hardegg von Settenberg na Bugatti T37A (zahynul o necelý rok později při závodu do vrchu v Baden-Badenu). Procházka s Divíškem zaostali za Hardeggem o necelých 52 minut, před Gerhardem Macherem (DKW). Albert Kandt (BMW Wartburg 750) vyhrál třídu do 750 ccm. Závod v časovém limitu dokončily 2 vozy slabší skupiny do 1,5 l a jeden vůz třídy do 750 ccm.

### Výsledky závodu do 1500
| Pořadí | St. č. | Jezdec                    | Stáj                               | Značka a typ vozu | Kola | Čas         | Ztráta          |
| ------ | ------ | ------------------------- | ---------------------------------- | ----------------- | ---- | ----------- | --------------- |
| 1.     | 62     | Maximilian zu Hardegg     | M. hrabě zu Hardegg von Settenberg | Bugatti T37A      | 17   | 5:07:42,8 h | + 13:29,2 min   |
| 2.     | 66     | Gerhard Macher            | G. Macher                          | DKW               | 17   | 5:34:20,4 h | + 40:06,8 min   |
| *3.    | 68     | Albert Kandt              | A. Kandt                           | BMW Wartburg 750  | 17   | 6:04:29,2 h | + 56:46,4 min   |
| NC     | 52     | E. Procházka / K. Divišek | "Z"-Team, Brno                     | Z-S30 (Z 2)       | 17   |             | + 1:05:24,1 min |
| NC     | 44     | Jaroslav Konečnik         | Wichterle & Kovářik (Wikov)        | Wikov 7/28        | 17   |             | + 1:07:22,7 h   |
| NC     | 54     | Jiří (Georg) Kreml        | G. Kreml                           | Wikov 7/28        | 17   |             | + 1:13:46,8 h   |
| DNF    | 60     | Hans Ostermuth            | H. Ostermuth                       | Amilcar 1094 ccm  | 16   |             | neklasifikován  |
| DNF    | 40     | Jiří Weinfurter           | J. Weinfurter                      | Wikov 7/28        | 16   |             | neklasifikován  |

Poznámka
- v tabulce uvedená ztráta je odstup od vítěze silnější kategorie nad 1500 ccm
- závodníci ze slabší skupiny do 1,5 l a *třídy do 750 ccm
- NC... neklasifikovaní jezdci pro překročení časového limitu (max. 45 min za vítězem, pro slabší skupinu u vozů do 750 ccm byl tento časový limit velkoryse prodloužen o 60 minut, tzn. 105 min. celkem)